# Michael Harvey (taekwondo)
Pour les articles homonymes, voir Michael Harvey.
Michael Paul Harvey, né le 21 septembre 1989 est un taekwondoïste britannique.

## Palmarès

### Jeux olympiques
- participation aux Jeux olympiques 2008 à Pékin, (Chine)

### Championnats du monde
- Médaille d'argent des -63 kg du Championnat du monde 2011 à Gyeongju, (Corée du Sud)

### Championnats d'Europe
- Médaille d'or des -63 kg du Championnat d'Europe 2012  à Manchester, (Royaume-Uni)